# Ònix
|  | Per a altres significats, vegeu « Onix». |

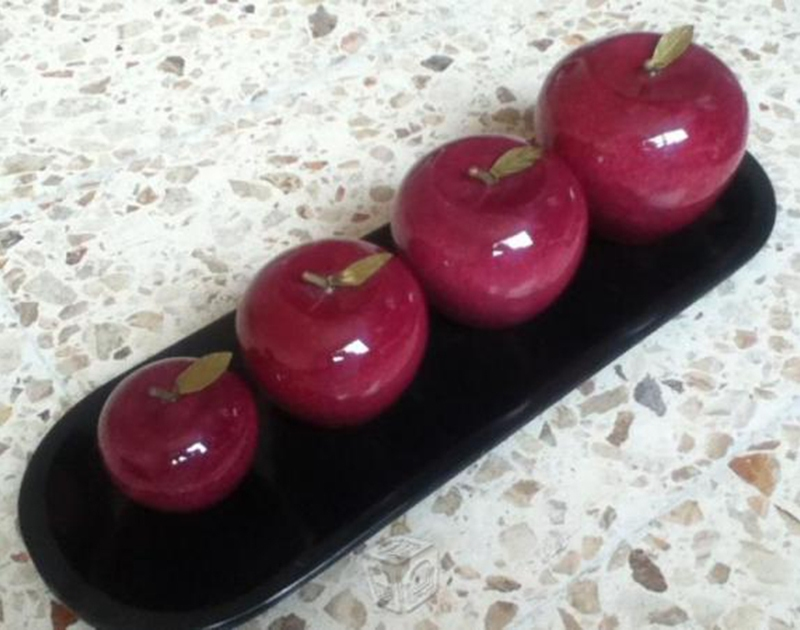
Artesania

L'ònix (del grec ónyx, 'ungla') és una varietat d'àgata, un mineral del grup dels òxids segons la classificació d'Strunz, considerat com a pedra semipreciosa. És compost de sílice (òxid de silici, SiO₂). L'ònix veritable és una varietat de calcedònia (quars microcristal·lí). El terme ònix es fa servir també (incorrectament) per definir materials calcaris com l'ònix de marbre o ònix calcari. N'hi ha tres varietats: ònix amb bandes blanques i negres, ònix negre i ònix amb bandes blanques i vermelloses (anomenat sardònix).
S'utilitza principalment en la producció de joieria, camafeus i articles de decoració, per l'atractiu que té el seu color negre i blanc en bandes –si les bandes són de color blanc i vermellós s'anomena sardònix– i per la qualitat del seu poliment. Gran part de l'ònix que hi ha disponible per a la venda –tant el negre com el de bandes negres i blanques– està tenyit.
L'ònix era molt apreciat a l'antiguitat pels grecs i els romans, pobles que ens han llegat gran quantitat de peces elaborades amb aquest material.